# Dzień świra
Dzień świra – polski film fabularny z 2002 roku w reżyserii Marka Koterskiego, wyprodukowany przez Juliusza Machulskiego i Włodzimierza Otulaka.
Tematem filmu jest dzień z życia Adasia Miauczyńskiego – alter ego reżysera – tym razem w osobie sfrustrowanego polonisty-rozwodnika (Marek Kondrat), który wyładowuje swoją agresję na otoczeniu. Ze względu na obecność Kondrata w głównej roli Dzień świra jest uznawany za środkowe ogniwo trylogii Koterskiego, poprzedzonej Domem wariatów (1984) i zakończonej Wszyscy jesteśmy Chrystusami (2006).
Pierwowzorem dla Dnia świra była sztuka sceniczna pod tym samym tytułem, którą Koterskiemu udało się zaadaptować na ekrany kin mimo dręczących go licznych fobii. Film został dobrze przyjęty zarówno przez krytyków, jak i publiczność, która odnalazła w Miauczyńskim ucieleśnienie własnych lęków i słabości. Dzień świra został uhonorowany Grand Prix Festiwalu Polskich Filmów Fabularnych, a szczególnie doceniona została kreacja odtwarzającego główną rolę Kondrata. Z upływem czasu lewicowi krytycy piętnowali jednak rażąco destrukcyjną aspołeczność bohatera oraz gniew skierowany przeciwko osobom stosunkowo niewinnym jego położenia.
W 2017 roku film poddano rekonstrukcji cyfrowej.

## Opis fabuły
Bohater filmu, Adaś Miauczyński (Marek Kondrat), budzi się rankiem ze zniechęceniem i nienawiścią do całego otoczenia, po czym wykonuje serię rytuałów, np. siedem łyków wody mineralnej, siedmiokrotne przemycie twarzy, ukazujących jego zaburzenia obsesyjno-kompulsyjne. Z dezorientacją patrzy w telewizor, słuchając zażartych kłótni pomiędzy politykami. Politycy w wyobraźni Adasia drą flagę Polski z Orłem Białym na strzępy, z których skapuje krew. Adaś próbuje napisać trzynastozgłoskowy wiersz, lecz dręczące go dźwięki otoczenia, w tym zbyt głośna muzyka Chopina puszczana przez sąsiada, uniemożliwiają mu pracę. Miauczyński przypadkowo uderza się w głowę, zakleja sobie ranę plastrem i przed wyjściem całuje stópkę figurki Jezusa zawieszonej na ścianie przedpokoju, po czym wychodzi do pracy.
Prowadząc zajęcia z języka polskiego, Adaś ku rozbawieniu uczniów z natchnieniem cytuje Stepy akermańskie Adama Mickiewicza. Jego uwagę zwraca dziewczyna pozornie zaintrygowana poematem, w istocie jednak pyta Adasia o ranę na czole. Adaś, skonfundowany, opuszcza salę lekcyjną. Następnie odbiera w kasie wypłatę. Rozczarowany i rozzłoszczony niskimi zarobkami wspomina, jak całe jego wykształcenie poszło na marne. Jego pechowy dzień wypełniają również spotkania z bliskimi: byłą żoną, synem Sylwusiem oraz matką, od której Adaś jest psychicznie uzależniony. Miauczyński wybiera się na badania lekarskie, które przynoszą mu szereg dalszych upokorzeń i wydają się nie poprawiać jego stanu psychicznego. Aby odpocząć, Miauczyński decyduje się wyjechać nad morze, lecz przebywanie w pełnych przedziałach pociągu nastręcza mu trudności. Na plaży Adaś nie może spokojnie wypocząć, gdyż dręczą go głosy mewy. Próbując zasnąć, wyobraża sobie swoją wyidealizowaną pierwszą miłość, Elę, która jednak wydaje mu się zbyt idealna jak na jego ponure życie.
Wróciwszy wieczorem do swojego mieszkania Miauczyński ogląda przed telewizorem blok reklamowy, który składa się z wulgarnych spotów promujących takie produkty, jak „Antyprykator”, „Vaginex” czy „Wyciąg z fiuta”. Zdegustowany Adaś wyłącza odbiornik, wychodzi na balkon i wraz ze wszystkimi sąsiadami w bloku recytuje sarkastyczną „modlitwę Polaka”. Potem próbuje położyć się do snu, jednak zdenerwowany stukaniem z piętra powyżej puka do drzwi sąsiadki-policjantki. W środku mieszkania dostrzega jednak jej córkę, która upuszczała piłkę będącą źródłem jego bezsenności. Dostrzegłszy, że jego frustracja jest zbyteczna, Adaś ponownie kładzie się do łóżka i ponownie wyobraża sobie Elę. Onanizując się, Adaś odzyskuje spokój ducha i zasypia. W myślach recytuje fragment Ziemi, planety ludzi Antoine’a de Saint-Exupéry’ego:

Towarzyszu podróży... zbudowałeś byt swój zasklepiając – jak termit – wyloty ku światłu, i zwinąłeś się w kłębek w kokonie nawyków, w dławiącym rytuale codziennego życia; i choć przyprawia cię on co dzień o szaleństwo, mozolnie wzniosłeś szaniec z tego rytuału – przeciw wichrom, przypływom, gwiazdom i... uczuciom. Dość trudu cię kosztuje, by co dnia zapomnieć swej kondycji człowieka. Teraz glina z której zostałeś utworzony – wyschła i stwardniała: nikt już się nie dobudzi w tobie astronoma, muzyka, altruisty, poety... człowieka... którzy zamieszkiwali może ciebie kiedyś...

## Obsada
Źródło: Filmpolski.pl

- Marek Kondrat – Adaś Miauczyński
- Janina Traczykówna – matka Adasia
- Andrzej Grabowski – Rączka, natarczywy sąsiad Adasia
- Michał Koterski – Sylwuś, syn Adasia
- Joanna Sienkiewicz – żona (była) Adasia
- Monika Donner-Trelińska – Ela, miłość Adasia
- Aleksander Bednarz – sąsiad z dołu
- Małgorzata Ścisłowicz – pielęgniarka w przychodni
- Zbigniew Buczkowski – dozorca „golący” trawnik pod oknem
- Dorota Chotecka – właścicielka psa w pociągu
- Maria Ciunelis – wariatka w przedziale pociągu
- Krystyna Czubówna – spikerka
- Bożena Dykiel – sąsiadka Adasia, właścicielka psa
- Piotr Fronczewski – lekarz w telewizji
- Anna Gornostaj – kobieta kupująca Kobietę w kiosku
- Joanna Jędrejek – dziewczyna reklamująca „Wyciąg z fiuta”
- Marcin Troński, Andrzej Zaborski, Tomasz Sapryk, Jan Jurewicz  – politycy na mównicy sejmowej
- Joanna Kurowska – kobieta wychodząca z supermarketu
- Piotr Machalica – psychoanalityk
- Andrzej Mastalerz – wariat w przedziale pociągu
- Zofia Merle – właścicielka psa w windzie
- Cezary Pazura – facet na ulicy wyśmiewający „demonstrację”
- Anna Powierza – uczennica na lekcji Adasia, która rzekomo go słuchała
- Anna Przybylska – policjantka, sąsiadka Adasia
- Jacek Różański – akordeonista pod domem Adasia
- Krystyna Tkacz – kobieta kupująca majtki w kiosku
- Maciej Tomaszewski – lekarz przepisujący Adasiowi leki antydepresyjne
- Anna Wojton – właścicielka psa-inwalidy
- Ewa Ziętek – urolog
- Cezary Żak – dentysta
- Ilona Ostrowska – pasażerka pociągu
- Violetta Arlak – matka w przedziale pociągu
- Waldemar Czyszak, Henryk Gołębiewski, Sławomir Holland, Stanisław Brudny, Ireneusz Kozioł, Zdzisław Rychter – robotnicy
- Tomasz Sobczak, Piotr Bała, Wojciech Mecwaldowski – piłkarze

## Produkcja

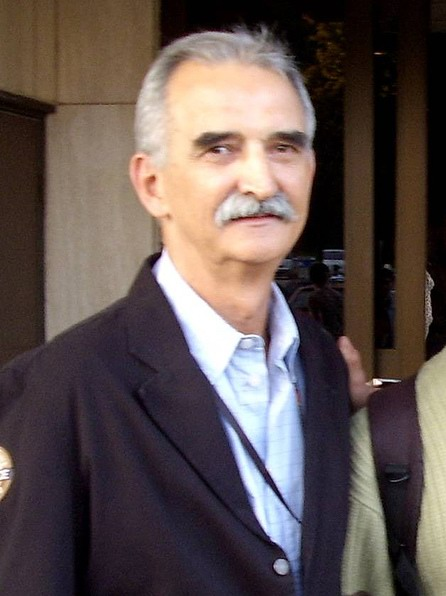
Marek Koterski, reżyser filmu

Podstawą dla Dnia świra był scenariusz do sztuki teatralnej Marka Koterskiego pod tym samym tytułem. Film został wyprodukowany w 2002 roku przez Studio Filmowe „Zebra”, Vision Film oraz Non Stop Film Service, a jako jego główni producenci figurowali Juliusz Machulski i Włodzimierz Otulak. Zdjęcia do filmu nakręcił Jacek Bławut, a twórczej reinterpretacji Marsza żałobnego z sonaty b-moll op. 35 Fryderyka Chopina dokonał Jerzy Satanowski. Plenerowe sceny filmu były kręcone w Warszawie i Dębkach.
W rolę Adasia Miauczyńskiego wcielił się Marek Kondrat, który miał okazję wcześniej współpracować z Koterskim jako odtwórca tej samej roli w Domu wariatów (1984). Od tamtego momentu Kondrat odmawiał reżyserowi występów w jego filmach, co Koterski komentował następująco: „Te tematy były widocznie Markowi [Kondratowi] nie po drodze”. Kondrat przekonał się do roli w Dniu świra dopiero wtedy, kiedy przeczytał scenariusz. Mimo to jednak kooperacja z reżyserem sprawiała aktorowi sporo problemów; odtwórca roli Adasia w trakcie kręcenia filmu musiał odwieźć Koterskiego do kliniki z powodu złego stanu zdrowia. Reżyser Dnia świra twierdził, iż pracując u niego, „trzeba zapisać rolę potem, krwią, żółcią, bezwstydem, strachem, złością, buntem przeciw ekshibicji”. Sam uciekał niejednokrotnie z planu, a przy kręceniu jednej ze scen pokazywał Kondratowi na oczach całej ekipy swój ceremoniał poprawiania spodni w kroku, który aktor miał odtworzyć. W wywiadzie udzielonym w 2016 roku Kondrat wspomniał, iż już w trakcie prac nad filmem mówił Koterskiemu, „że go zabije deską z gwoździem, jeśli jeszcze chwilę będą pracowali razem”. Matkę bohatera zagrała Janina Traczykówna, jego byłą żonę odtworzyła Joanna Sienkiewicz, a w natrętnego sąsiada Rączkę wcielił się Andrzej Grabowski. Syna Adasia zagrał syn reżysera, Michał Koterski. Gościnnie w filmie wystąpił Cezary Pazura, który odtwarzał postać Miauczyńskiego w poprzednich dziełach reżysera, Nic śmiesznego (1995) i Ajlawju (1999).

## Odbiór

### Frekwencja kinowa i oceny
Film został dobrze przyjęty zarówno przez krytyków, jak i publiczność. Renata Murawska w 2005 roku oszacowała liczbę widzów, którzy obejrzeli film w kinach, na 400 tysięcy. Dzień świra był najlepiej sprzedającym się polskim filmem w sieci księgarni Empik za 2002 rok. W rubryce 9 gniewnych ludzi miesięcznika „Film” z czerwca 2002 roku film otrzymał średnią ocen 4,33 w skali 1-6 (głosami sześciu krytyków), natomiast w rankingu czasopisma „Kino” z listopada tego samego roku – średnią 5,1 w skali 1-6 (głosami dziesięciu krytyków).

### Recepcja krytyczna w Polsce
Tadeusz Lubelski sukces filmu uzasadniał na przykładzie własnych obserwacji: „Polacy utożsamili się z Adasiem, z jego fobiami i śmiesznostkami, z bezwstydnie wydobytą na wierzch cechą, określaną niemieckim mianem Schadenfreude. Projekcjom filmu towarzyszyły gromkie wybuchy śmiechu, ale scena zbiorowej «modlitwy Polaków» [...] przyjmowana była na ogół w milczeniu”. Krzysztof Kłopotowski stwierdził, że Dzień świra znamionuje powrót polskiego kina do czasów świetności i rozrachunek z polską tradycją romantyczną. Tadeusz Sobolewski natomiast relacjonował, że wyszedł z kina pełen nienawiści do narodu, kraju, reżysera oraz siebie samego. Jednocześnie przyznał, że z upływem czasu dostrzegł, z jaką wprawą reżyser balansuje na granicy złego smaku. Robert Birkholc opisał Dzień świra jako „film nie tylko niezwykle celny w społecznych ocenach i zabawny, lecz także świetny pod względem formy. [...] Humor opiera się w dużej mierze na kontraście pomiędzy poetyckimi marzeniami Miauczyńskiego a realnością, na rozdźwięku między subtelną duszą mężczyzny a jego «schamieniem» na skutek kontaktu z prozą życia” .
Szczególną uwagę krytycy poświęcili postaci Adasia Miauczyńskiego. Tadeusz Lubelski zauważył, że Miauczyński w swych monologach posługuje się wykwintnym trzynastozgłoskowcem, acz okraszonym mnóstwem wulgaryzmów obrazujących poziom agresji u głównego bohatera. Birkholc był zdania, iż reżyser nie broni swojego bohatera, który rozumie, że „całkowicie odgrodził się od świata i został niewolnikiem własnych fobii” . Według Sobolewskiego z kolei Adaś jest „parodią polskiego bohatera tragicznego”, który „nie umie «kochać bliźniego jak siebie samego», bo siebie również ma za nic. Jego agresja wynika z poczucia poniżenia”. Zdaniem Izabeli Kalinowskiej postać Miauczyńskiego dowodzi śmierci tradycyjnie pojmowanego etosu inteligenckiego.
Michał Sutowski z pozycji lewicowych krytykował głównego bohatera Dnia świra za jego aspołeczność, wyniosłość wobec „mas” oraz anachroniczne pojmowanie etosu polskiej inteligencji. Bartosz Żurawiecki, zachowując sceptycyzm wobec filmu Koterskiego, zarzucił reżyserowi obsesyjną koncentrację na własnym „Ja”. Zdaniem Żurawieckiego kino musi dopuszczać do głosu różnorodne podmioty, natomiast ta różnorodność w Dniu świra ulega spłaszczeniu i zawężeniu do jednego bohatera, pozostałe postaci zaś odgrywają role „figurek […] z taniego kabaretu”. Krytyk, mając na uwadze sukces filmu, postawił pytanie: „Co takiego jest w polskim społeczeństwie, że jego reprezentantem obwołuje się szowinistę, homofoba, mężczyznę agresywnego, nierzadko chama, inteligenta ograniczającego się do uwielbienia rodzimego romantyzmu?”. Łukasz Najder również z perspektywy lewicowej krytycznie odniósł się do Dnia świra, opisując go jako „straszny film, który zaszkodził tylu polskim umysłom – zwłaszcza męskim”. Zdaniem Najdera bohater filmu – zamiast atakować odpowiedzialne za jego niepowodzenie „siły kapitalistyczne” – wyżywa się na słabszych od siebie: „W jego kaznodziejskich, wściekłych tyradach nie ma polityków, nie ma miliarderów, nie ma episkopatu, nie ma cwaniaków wysysających ten kraj; są kobiety, sąsiedzi, którzy wyprowadzają psy, jest ktoś, kto zbyt głośno puszcza muzykę, albo robotnik”. Tomasz Markiewka odczytywał postawę Miauczyńskiego jako „gniew samotny, który nie zamienia się w żaden wspólnotowy gest o wymiarze politycznym”. Zdaniem Markiewki Miauczyński, jako reprezentant znacznej części obywateli III RP, gardzi politycznością (mającą z reguły charakter wspólnotowy) i zamyka się we własnej frustracji. Markiewka porównywał Dzień świra z filmem Podziemny krąg (1999) Davida Finchera, którego bohaterem jest również sfrustrowany samotnik gardzący otoczeniem.

### Recepcja krytyczna za granicą
Za granicą Dzień świra spotkał się z pozytywnymi recenzjami. Erick Cockrell z pisma „Variety” uznał film za obrazoburczą, acz ograniczoną przez lokalny kontekst „komedię społeczną” z bohaterem, przy którym „Jack Nicholson z Lepiej być nie może wygląda na pozytywnie myślącego” . Dla odmiany „Great Falls Tribune” oceniła dzieło Koterskiego jako „jedno z najlepszych dzieł, które wyszły na wideo w tym [2003] roku” . Magazyn „Time Out” opublikował recenzję, w której uznał Dzień świra za „niezbyt podnoszące na duchu doznanie, ale da się zrozumieć, o co chodziło scenarzyście/reżyserowi Koterskiemu”.

## Nagrody
Dzień świra został uhonorowany między innymi główną nagrodą – Złotymi Lwami – na XXVII Festiwalu Polskich Filmów Fabularnych w Gdyni. Na tym samym festiwalu zdobył nagrody za kreację Marka Kondrata i za dźwięk (laureatką w tej kategorii była Maria Chilarecka), a także nagrodę Stowarzyszenia Filmowców Polskich za „twórcze przedstawienie rzeczywistości”. Film otrzymał dwa Orły: dla najlepszej głównej roli męskiej (Marek Kondrat) oraz za najlepszy scenariusz (Koterski). Dzień świra został także zwycięzcą plebiscytu „Kino Wolność” na najlepszy film 25-lecia (1989-2014) przeprowadzonego wśród internautów i słuchaczy radiowej Trójki. W raporcie sporządzonym przez Uniwersytet SPWS dla Filmoteki Narodowej – Instytutu Audiowizualnego w 2021 odnotowano, że badani wskazali Dzień świra jako polski film wszech czasów. 

## Nawiązania

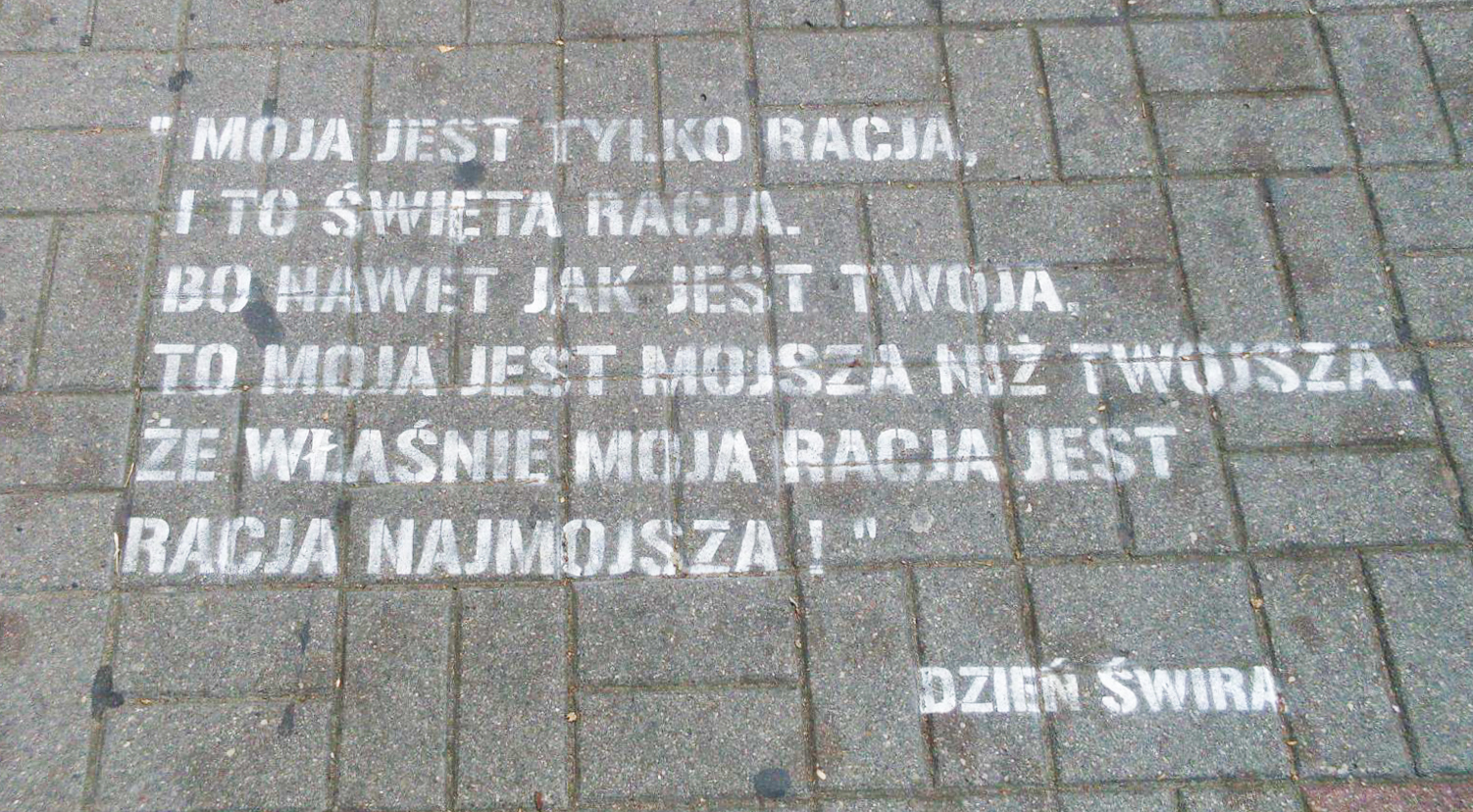
Cytat z filmu ukazany podczas promocji 33. Festiwalu Polskich Filmów Fabularnych w Gdyni w 2008 roku

W nawiązaniu do Koterskiego Hadrian Filip Tabęcki skomponował operę z własnym librettem pod tym samym tytułem – Dzień świra.